# Ceferino Camacho
Ceferino Camacho (* 19. Jahrhundert) war ein uruguayischer Fußballspieler.

## Karriere

### Verein
Ceferino Camacho, Bruder von Ancieto Camacho, spielte seit 1901 für den Central Uruguay Railway Cricket Club (CURCC), der der Vorgängerverein des Club Atlético Peñarol war. Dort zählte er ab 1902 bis einschließlich der Spielzeit des Jahres 1905 zur Stammformation der Mannschaft und agierte in der Rolle des rechten Halb. 1905 gewann er mit den Montevideanern ungeschlagen und ohne Gegentor die uruguayische Meisterschaft in der Primera División. Im selben Jahr stand er auch am 3. September 1905 im Finale um die Copa Competencia Chevallier gegen Rosario Athletic auf dem Platz. Das Spiel verlor der CURCC jedoch trotz eines Tors von Camacho mit 3:4. 1906 verließ er die Montevideaner in der zweiten Jahreshälfte, kehrte aber bereits 1907 wieder zurück. Er war erneut Stammspieler auf der rechten Halbposition und übernahm das Amt des Mannschaftskapitäns, das seinerzeit auch die Kompetenz in Fragen der Mannschaftsaufstellung umfasste. In diesem Zusammenhang traf er unter anderem die Entscheidung, den bisherigen Torhüter Francisco Carbone durch Leonardo Crossley zu ersetzen. Am Saisonende stand der Gewinn seines zweiten Landesmeistertitels. 1908 verabschiedete er sich abermals. 1911 schloss er sich erneut dem CURCC an. Auf dem Weg zum abermaligen Meisterschaftsgewinn teilte er sich die Einsatzzeiten als rechter Halb mit Alfredo Betucci. In seiner letzten Spielzeit für die Aurinegros rückte er 1912 sodann auf die zentrale Halbposition und konkurrierte mit Domingo Savio um einen Platz in der ersten Elf. Laut Luciano Álvarez soll Camacho noch bis 1914 für die Montevideaner gespielt haben. Álvarez berichtet allerdings auch, Camacho sei von 1901 bis 1914 Spieler des Klubs gewesen und erwähnt die Unterbrechungen nicht. Zudem wird er in den Jahren 1913 und 1914 nicht mehr als Akteur der Stammmannschaft geführt.

### Nationalmannschaft
Camacho war Mitglied der A-Nationalmannschaft Uruguays. Von seinem Debüt am 15. August 1905 bis zu seinem letzten Einsatz am 4. Oktober 1908 im Rahmen der Copa Premio Honor Argentino absolvierte er nach Angaben der RSSSF sechs Länderspiele. Ein Länderspieltor erzielte er nicht.

### Erfolge
- Uruguayischer Meister: 1905, 1907, 1911